# Protéolipide
Un protéolipide est un édifice moléculaire constitué d'une protéine liée par covalence à un lipide, formé d'acides gras ou de stérols. La formation d'une telle liaison est appelée lipidation d'une protéine. Il s'agit d'un type particulier d'acylation et de modification post-traductionnelle. Les protéolipides sont abondants dans le cerveau ainsi que dans de nombreux tissus animaux et végétaux. La liaison d'une protéine à un lipide offre à cette dernière une interface lui permettant d'interagir avec une membrane biologique. Ils sont structurellement et fonctionnellement distincts des lipoprotéines, qui sont des assemblages sphériques de nombreuses molécules de lipides et d'apolipoprotéines.
Selon le type d'acide gras lié à la protéine, un protéolipide peut par exemple porter des groupes myristoyle, palmitoyle ou prényle. Ces groupes permettent des fonctions physiologiques différentes et présentent une affinité différentes pour les acides aminés auxquels ils se lient sur les protéines. Ces réactions sont appelées respectivement myristoylation (généralement sur un résidu de glycine N-terminal), palmitylation (sur un résidu de cystéine) et prénylation (également sur un résidu de cystéine). Malgré leur apparente spécificité, les termes N-myristoylation et S-palmitylation peuvent inclure d'autres acides gras que l'acide myristique et l'acide palmitique, ce qu'on observe le plus souvent chez les plantes et les virus.
Il existe des formes plus rares d'acylation des protéines qui ne présentent pas de fonction biologique faisant intervenir une membrane. C'est par exemple l'O-octanoylation de la sérine dans la ghréline, l'O-palmitoléylation (en) de la sérine des protéines Wnt et l'O-palmitylation des histones H4 par la protéine LPCAT1 (en). Les protéines Hedgehog
sont lipidées deux fois, une première fois par du palmitate et une seconde fois par du cholestérol. Certains céramides de la peau sont des protéolipides. Le groupe amine de la chaîne latérale du résidu de lysine peut également être myristoylé par un mécanisme mal connu.